# Torre Obispado
Torres Obispado (T.OP) são dois arranha-céus na cidade mexicana de Monterrey, entre as avenidas Constituição e Hidalgo na Zona Bispada, ao lado de "El Rey del Cabrito" e no local onde anteriormente foi o Instituto Motolinia. É o arranha-céu mais alto da América Latina com 305,3 metros de altura, superando a Gran Torre Santiago em Santiago, no Chile, a 300 metros de altura.